# Среднехарлунское сельское поселение
Се́льское поселе́ние «Среднехарлунское» (бур. Дунда Харланай hомон) — муниципальное образование в Бичурском районе Бурятии Российской Федерации.
Административный центр — улус Средний Харлун.

## История
Статус и границы сельского поселения установлены Законом Республики Бурятия от 31 декабря 2004 года № 985-III «Об установлении границ, образовании и наделении статусом муниципальных образований в Республике Бурятия»

## Население
| 2002 | 2011 | 2012 | 2013 | 2014 | 2015 | 2016 |
| ---- | ---- | ---- | ---- | ---- | ---- | ---- |
| 451  | ↘427 | ↘421 | ↘415 | ↗417 | ↘398 | ↘383 |
| 2017 | 2018 | 2019 | 2020 | 2021 | 2023 | 2024 |
| ↘382 | ↘370 | ↘369 | ↘356 | ↗407 | ↘406 | ↘399 |

## Состав сельского поселения
| № | Населённый пункт | Тип населённого пункта       | Население |
| - | ---------------- | ---------------------------- | --------- |
| 1 | Средний Харлун   | улус, административный центр | ↗395      |
| 2 | Харлун           | посёлок                      | ↘34       |